# Falun Gong

Emblema Falun Gong

Falun Gong /ˈfɑːluːnˈɡʊŋ/ sau Falun Dafa /ˈfɑːluːnˈdɑːfɑː/ (literal, "Marea Cale a Roții Legii⁠(d)" sau "Practica Roții Legii") este o practică străveche de cultivare a caracterului moral și a corpului - profund înrădăcinată în tradiția chineză de cultivare a corpului, minții și caracterului - pe baza unui set de exerciții de qigong și meditație și a respectării principiilor Adevăr, Compasiune, și Toleranță (chineză: 真、善、忍).
Practica pune accent pe moralitate și cultivarea virtuții și se identifică drept o practică de qigong a școlii budiste, cu elemente din tradițiile taoiste. 
Falun Gong a fost predată public prima dată în nord-estul Chinei, în anul 1992 de către maestrul Li Hongzhi. A apărut spre sfârșitul “valului qigong” din China – o perioada în care au proliferat practici de meditație relativ similare, exerciții cu mișcări lente și reglarea respirației. Falun Gong este diferită de celelalte școli de qigong prin faptul că este complet gratuită, neavând taxe sau formalități de înscriere sau de participare. Ceea ce o mai deosebește de celelalte practici de qigong este natura învățăturilor ei și faptul că pune mare accent pe moralitate. Instituțiile occidentale au descris Falun Gong ca fiind o disciplină de qigong, o “mișcare spirituală”, un “sistem de cultivare” în tradiția chineză antică.
Cu toate că inițial practica s-a bucurat de o considerabilă susținere din partea oficialităților chineze, spre sfârșitul anilor ’90, Partidul Comunist Chinez și organizațiile sale de securitate au început să privească din ce în ce mai mult Falun Gong ca pe o amenințare, datorită faptului că practica luase amploare, se bucura de o popularitate enormă și era complet independentă de stat. În 1999, guvernul estima numărul practicanților Falun Gong la 70 milioane. Tensiunile au culminat în luna aprilie 1999, când o revistă din orașul Tianjin, la comanda partidului comunist, a publicat un articol  prin care denigra Falun Gong. Ca reacție, practicanții au trimis sesizări și s-au dus la sediul publicației ca să conteste informația falsă răspândită în societate. Un număr de 45 de contestatari au fost arestați și mulți alții prezenți la fața locului au fost maltratați de forțele de ordine. Ca răspuns la aceste abuzuri nejustificate, peste 10.000 de practicanți Falun Gong s-au adunat în mod pașnic în apropierea guvernului central din Beijing pentru a cere recunoaștere legală și libertate, precum și încetarea presiunilor venite din partea statului. Această demonstrație pașnică este văzută ca fiind evenimentul ce a catalizat persecuția împotriva Falun Gong.
La 20 iulie 1999, conducerea Partidului Comunist a inițiat o campanie de propagandă la nivel național, care era menită a eradica practica. A fost blocat accesul prin Internet la paginile web care menționau Falun Gong, iar în octombrie 1999 Falun Gong avea să fie declarată drept “organizație eretică” ce “amenință stabilitatea socială”. Practicanții Falun Gong din China sunt victimele abuzurilor și încălcărilor flagrante ale drepturilor omului: se estimează că sute de mii de practicanți au fost încarcerați fără să aibă parte de vreun proces juridic, iar pe parcursul detenției sunt supuși la muncă forțată, abuz psihiatric⁠(d), tortură și ședințe de spălare a creierului cu scopul de a fi “reformați” de către autoritățile chineze. În anul 2009, grupurile de drepturile omului estimau că cel puțin 2.000 de practicanți Falun Gong au murit din cauza abuzurilor suferite în timpul detenției. Unii observatori consideră însă că numărul victimelor ar fi cu mult mai mare, arătând că zeci de mii de practicanți Falun Gong au fost uciși pentru a “alimenta” industria chineză de organe pentru transplant  (vezi Organ harvesting from Falun Gong practitioners in China⁠(d)). În anii ce au urmat începutului persecuției, practicanții Falun Gong au solicitat constant respectarea drepturilor omului în China.
Fondatorul Falun Gong, maestrul Li Hongzhi, trăiește în Statele Unite din anul 1996, iar Falun Gong a căpătat o amploare enormă la nivel global. Estimările sugerează că, în China, zeci de milioane de persoane continuă să practice Falun Gong în ciuda persecuției. În afara Chinei, se estimează că numărul practicanților Falun Gong este de ordinul milioanelor, ei fiind răspândiți în peste 114 țări în întreaga lume.

## Origini
Falun Gong este cel mai frecvent asociat cu mișcarea qigong din China. Qigong este un termen modern care se referă la o varietate de practici ce implică mișcări line, meditație și reglarea respirației. Exercițiile de qigong au fost practicate de-a lungul timpului de către călugării budiști, practicanți ai artelor marțiale taoiste precum și de către cercetători ai confucianismului, ca o metodă de îmbunătățire spirituală, morală și fizică.
Mișcarea qigong modernă a apărut la începutul anilor 50, atunci când membrii structurilor comuniste au început să practice qigong ca o modalitate de îmbunătățire a sănătății. Termenul a fost creat pentru evitarea asocierii cu practicile religioase, care erau predispuse la a fi etichetate ca "superstiții feudale" și persecutate în timpul epocii lui Mao Zedong. Primii adepții ai qigongului au evitat denumirile religioase și au promovat exercițiile de qigong ca pe o ramură a medicinei tradiționale chinezești. Pe la sfârșitul anilor '70, cercetătorii chinezi pretindeau că au descoperit existența materială a energiei qi, energie pe care qi-gongul încearcă să o valorifice.  În vidul spiritual al epocii post-maoiste, zeci de milioane de cetățeni chinezi, în cea mai mare parte din mediul urban și în vârstă, au început să practice qigong,  și un grup de maeștrii de qigong au fondat câteva practici. La un moment dat, erau predate peste 2.000 de discipline ale qigongului. Societatea de Cercetare Științifică a Qigong-ului din China (CQRS), a fost înființată de statul chinez în 1985 pentru a supraveghea și administra mișcarea.
Pe 13 mai 1992, maestrul Li Hongzhi a ținut primul seminar public despre Falun Gong (numit și Falun Dafa) în orașul din nord-estul Chinei Changchun. În biografia sa se notează că Li Hongzhi a învățat metode de "cultivare și practică" de la mai mulți maeștrii ai tradițiilor budiste și taoiste. 
Maestrul Li Hongzhi a prezentat Falun Gong ca parte a unei "tradiții de cultivare vechi de secole",, având ca rezultat reînvierea elementului spiritual al practicii de qigong ce a fost înlăturat în timpul epocii comuniste. David Palmer scrie că maestrul Li Hongzhi "și-a descris metoda ca având obiective total diferite de cele ale qigong-ului: scopul practicii nu ar trebui să fie nici sănătatea fizică, nici dobândirea de capacități supraumane, ci să purifice inima practicantului și să-l facă să atingă salvare spirituală."
Falun Gong se deosebește de alte școli de qigong prin faptul că învățăturile sale acoperă o arie foarte mare de subiecte metafizice și spirituale, punând accent pe principii morale și virtute, elaborând o întreagă cosmologie. Practica se identifică cu școala Budismului (Fojia), dar folosește concepte și limbaj pe care le regăsim și în Taoism și Confucianism. Acest fapt i-a determinat pe unii oameni să eticheteze practica Falun Gong ca fiind o credință sincretică.

## Convingeri și practici

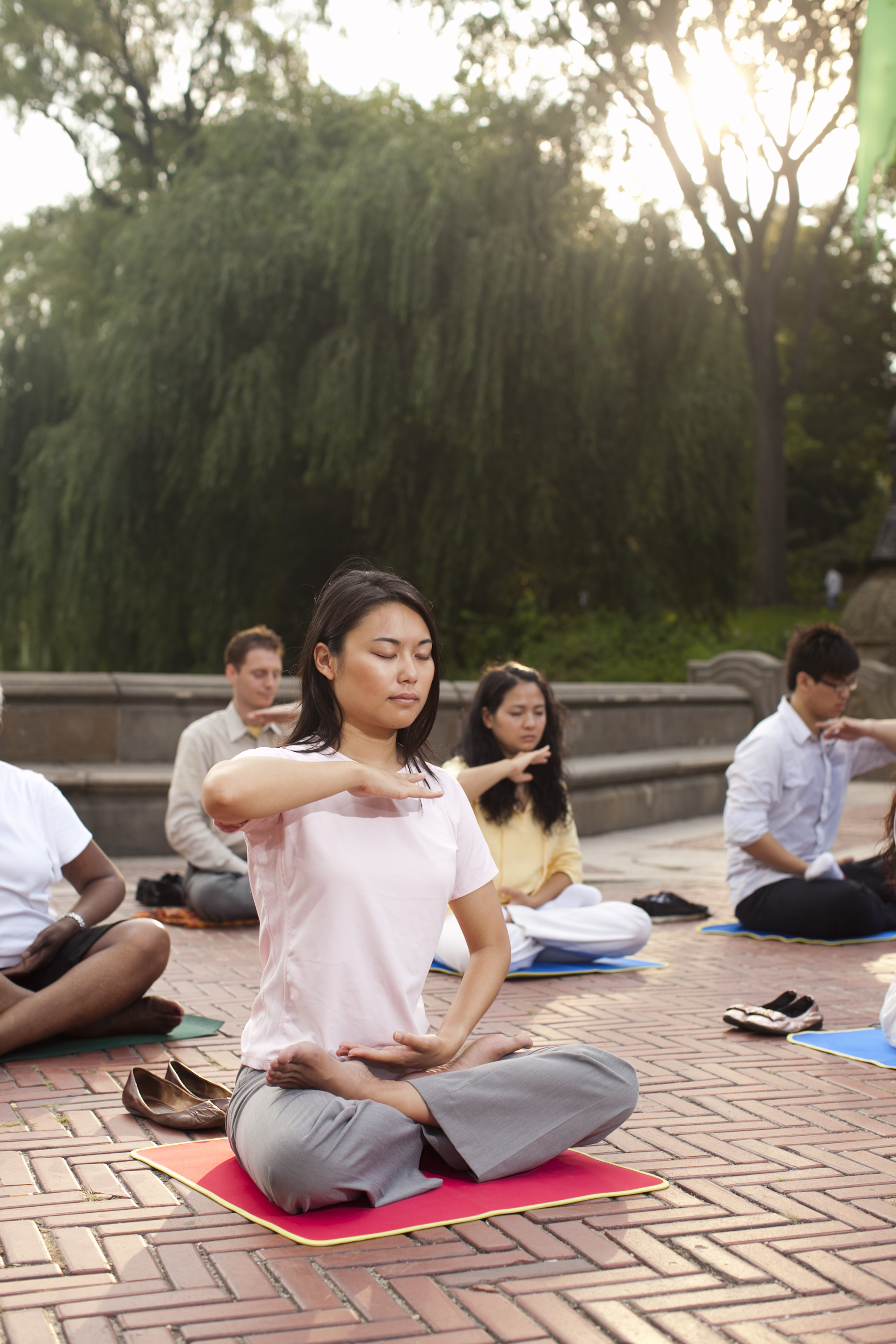
Practicanți Falun Gong efectuează cel de-al cincilea exercițiu, meditația, în Manhattan, New York.

### Învățăturile centrale
Falun Gong aspiră să permită practicantului să se înalțe din punct de vedere spiritual prin intermediul corectitudinii morale și practicării unui set de exerciții și meditație. Cele trei principii ale sale sunt Adevărul (真, Zhēn), Compasiunea (善, Shàn) și Toleranța (忍, Rěn). Se consideră că cele trei principii constituie natura fundamentală a universului și criteriul de diferențiere a binelui de rău, fiind considerate cea mai înaltă manifestare a Tao sau a Dharmei budiste. Aderarea la aceste virtuți și cultivarea lor este privită ca o parte fundamentală a practicii Falun Gong.
Practica Falun Gong are două componente: practica exercițiilor și îmbunătățirea xinxing-ului (caracter moral, temperament). 
Printre conceptele centrale găsite în învățăturile Falun Gong este existența 'Virtuții' ('德, Dé⁠(d)) și a 'Karmei' ('業, Yè). Virtutea este generată din faptele bune și suferințe, în timp ce karma este acumulată din faptele greșite. Se spune că proporția de virtute și karmă   determină destinul unei persoane în această viață sau în următoarea. În timp ce virtutea produce noroc și permite transformarea spirituală, acumularea de karma duce la suferință, boală și înstrăinarea de natura universului. Creșterea spirituală se realizează prin eliminarea karmei și acumularea virtuților.

Cultura tradițională chineză și modernitatea sunt două aspecte fundamentale ale învățăturilor domnului Li Hongzhi. Falun Gong reflectă credințele tradiționale chineze prin care oamenii sunt conectați la univers prin minte și trup, iar maestrul Li Hongzhi propune noi modele în ceea ce privește natura și geneza universului, a spațiu-timpului și a corpului uman. 

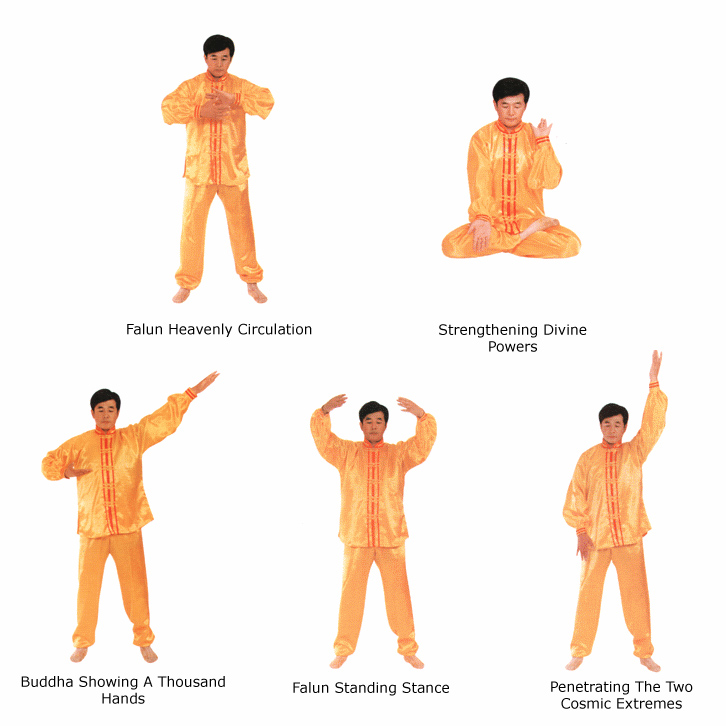
Cele cinci exerciții ale Falun Gong

În afară de filozofia sa morală, Falun Gong constă în patru exerciții în picioare și unul de meditație șezândă. Exercițiile sunt privite ca secundare după perfecționarea caracterului, deși sunt totuși o componentă esențială a practicii de cultivare a Falun Gong.
Exercițiile Falun Gong pot fi practicate individual sau în grup și pot fi efectuate pentru diferite perioade de timp, în funcție de nevoile și abilitățile fiecărui practicant. Porter scrie că practicanții Falun Gong sunt încurajați să citească cărțile Falun Gong și să practice exercițiile în mod regulat, de preferință zilnic. Exercițiile Falun Gong sunt practicate în grupuri în parcuri, în campusuri universitare și în alte spații publice din peste 70 (114 în 2017, n.t.) de țări din întreaga lume și sunt predate gratuit de către voluntari.
Un studiu pilot care a implicat profilarea genomică a șase practicanți Falun Dafa a indicat că “schimbările expresiei genetice a practicanților [Falun Gong], spre deosebire de testările normale de sănătate, au fost caracterizate de imunitate sporită, de încetinirea metabolismului celular și de modificarea genelor apoptotice în favoarea unei refaceri rapide a inflamației”.

### Practici sociale

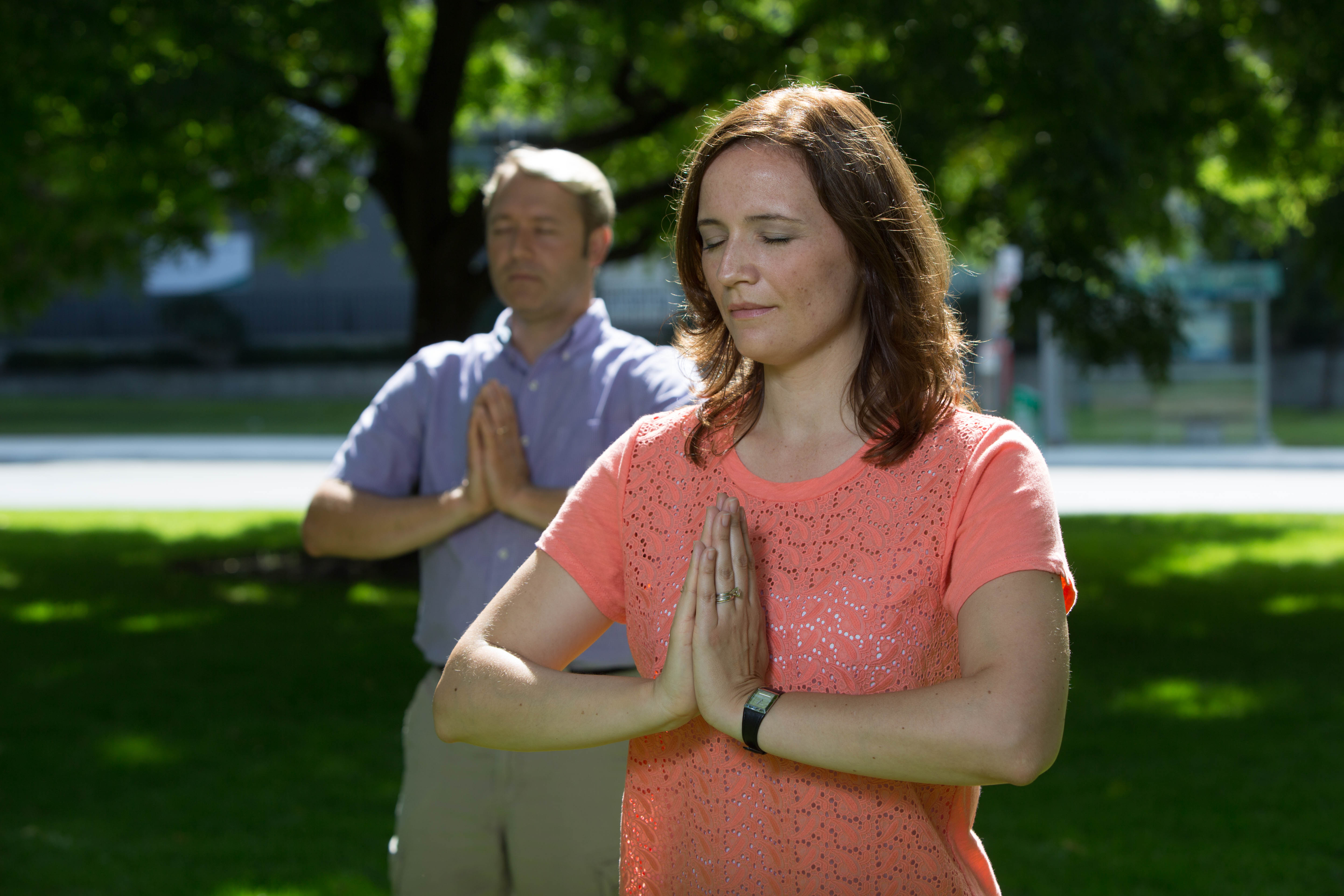
Practicanți Falun Gong practică al treilea exercițiu în Toronto.

Falun Gong se deosebește de tradițiile monahale budiste prin faptul că acordă o mare importanță integrării în societate. Practicanții Falun Gong sunt încurajați să ducă o viață normală având un loc de muncă și familie, să respecte legile guvernelor lor și să nu se distanțeze de societate. Se face o excepție pentru cei care duc o viață monahală în mânăstiri ale religiilor existente, cărora li se permite să-și continue stilul de viață în timp ce practică Falun Gong.
Învățăturile Falun Gong încurajează o moralitate strictă pentru practicanți. Se așteaptă ca aceștia să acționeze într-un mod sincer, să facă fapte bune și să se poarte cu răbdare și toleranță atunci când întâmpină dificultăți. De exemplu, maestrul Li Hongzhi subliniază că un practicant Falun Gong trebuie “să nu lovească atunci când este atacat, să nu răspundă atunci când este insultat”. În plus, practicanții trebuie să “abandoneze gândurile și comportamentele negative”, precum lăcomia, înșelăciunea, invidia etc. Practicanților Falun Gong li se interzice să ucidă ființe, deși nu sunt obligați să adopte o dietă vegetariană.
Doctrina Falun Gong sfătuiește practicanții să se abțină de la lupta politică. Interesul excesiv în politică este privit ca un atașament față de putere și influență, iar Falun Gong urmărește transcenderea unor astfel de căutări. Potrivit lui Hu Ping, “Falun Gong se ocupă numai cu purificarea individului prin exerciții și nu atinge preocupări sociale sau naționale. Nu a sugerat și nici nu a lăsat să sugereze un model de schimbare socială. Multe religii ... urmăresc reforma socială într-un anume grad ... dar nu există o astfel de tendință evidentă în Falun Gong.”

### Textele
Prima carte a învățăturilor Falun Gong a fost publicată în aprilie 1993. Numită China Falun Gong sau simplu Falun Gong, aceasta este un text introductiv care discută qigong-ul, relația Falun Gong-ului cu budismul, principiile practicii cultivării și îmbunătățirea caracterului moral (xinxing). Cartea oferă de asemenea ilustrații și explicații ale exercițiilor și meditației.
Partea principală a învățăturilor este expusă în cartea Zhuan Falun, publicată în limba chineză în ianuarie 1995. Cartea este împărțită în nouă “lecții” și se bazează pe transcrieri editate ale conferințelor ținute de maestrul Li Hongzhi în întreaga Chină în cei trei ani anteriori. Textele Falun Gong au fost apoi traduse în alte 40 de limbi. Pe lângă aceste texte centrale, maestrul Li Hongzhi a publicat mai multe cărți, conferințe, articole, cărți de poezie, care sunt disponibile pe site-urile Falun Gong.
Învățăturile Falun Gong folosesc numeroși termeni religioși și filozofici chinezești și fac frecvent referire la personajele și întâmplările din literatura populară chineză și la conceptele extrase din religia populară chineză. Acest lucru, împreună cu stilul de traducere literală al textelor, care imită stilul colocvial al discursurilor lui maestrul Li Hongzhi, poate face ca textele Falun Gong să fie dificil de abordat pentru occidentali.

### Simbolurile
Simbolul principal al practicii este Falun-ul (Roata Legii sau Dharmachackra). În budism, Dharmacakra reprezintă deplinătatea doctrinei. “A învârti roata dharmei” (Zhuan Falun) înseamnă a predica doctrina budistă și acesta este titlul textului principal al Falun Gong. În ciuda folosirii termenilor și simbolurilor budiste, roata legii, așa cum este înțeleasă în Falun Gong, este un concept distinct, fiind considerată o reprezentare a universului. Acesta este conceptualizat printr-o emblemă formată dintr-un simbol mare și patru simboluri Swastika mici, reprezentând budismul, și patru mici simboluri Taiji (yin-yang) ale tradiției taoiste.

### Perioada de sfârșit a Dharmei
Maestrul Li Hongzhi situează învățătura sa în “perioada de sfârșit a Dharmei” (Mo Fa, 末法), descrisă în scripturile budiste ca o epocă a declinului moral, când învățăturile budismului ar trebui rectificate. Era actuală este descrisă în învățăturile Falun Gong drept “perioada de rectificare a Legii” (zhengfa, care poate fi de asemenea tradusă ca și “corectarea dharmei”), o perioadă a tranziției și a reînnoirii cosmice.

## Clasificare
Falun Gong este o disciplină multilaterală care înseamnă lucruri diferite în funcție de persoană, de la un set de exerciții fizice pentru obținerea unei sănătăți mai bune și o practică de auto-transformare, la o filosofie morală și un nou sistem de cunoaștere. Cercetătorii și jurnaliștii au adoptat o varietate de termeni și clasificări în descrierea Falun Gong, unele dintre ele mai precise decât altele.
În contextul cultural al Chinei, Falun Gong este în general descris fie ca un sistem de qigong, fie prin alăturarea termenilor “practică de cultivare” (xiulian). Cultivarea este un termen chinezesc care descrie procesul prin care un individ caută perfecțiunea spirituală, adesea prin condiționarea fizică și morală. Varietățile de practică a cultivării se găsesc în întreaga istorie chineză, cuprinzând tradițiile budiste, taoiste și confucianiste. Benjamin Penny, un profesor de istorie chineză de la Universitatea Națională Australiană, scrie că “cel mai bun mod de a descrie Falun Gong este ca un sistem de cultivare a sinelui. Sistemele de cultivare au reprezentat o trăsătură a vieții chinezești de cel puțin 2500 de ani”. Practicile de qigong pot fi de asemenea înțelese și ca parte a unei tradiții mai largi a “practicii cultivării”.
În Occident, Falun Gong este frecvent clasificat ca o religie pe baza învățăturilor sale metafizice și morale, a preocupărilor sale despre cultivarea și transformarea spirituală și pe baza numărului său vast de texte. Grupurile pentru drepturile omului raportează despre persecuția Falun Gong ca o încălcare a libertății religioase, în 2001, Falun Gong primind Premiul Internațional de Libertate Religioasă din partea Freedom House. Cu toate acestea, practicanții Falun Gong au renunțat uneori la această clasificare. Această respingere reflectă definiția relativ îngustă a “religiei” (zongjiao) din China contemporană. Potrivit lui David Ownby, religia în China a fost definită începând cu anul 1912, referindu-se la “credințele istorice mondiale” care au “instituții bine dezvoltate, cler și tradiții textuale” – și anume budism, daoism, islamism, protestantism și catolicism. Falun Gong nu are aceste trăsături, deoarece nu există temple, ritualuri de venerare, clerici sau ierarhii formale. Mai mult, dacă Falun Gong s-ar fi descris ca fiind o religie în China, probabil ar fi atras suprimarea imediată. În ciuda acestor circumstanțe istorice și culturale, practica a fost deseori descrisă ca o formă a religiei chineze.
Deși este adesea menționată ca atare în literatura jurnalistică, Falun Gong nu are caracteristicile defintiei unei “secte”. O sectă este în general definită ca o ramură sau denominație a unui sistem de credință stabilit sau a unei biserici de masă. Deși Falun Gong se bazează atât pe idei și terminologii budiste, cât și taoiste, nu susține nicio relație directă sau conexiune cu aceste religii. Sociologii consideră sectele ca fiind grupuri exclusive care există în limite clar definite, cu standarde riguroase de admitere și cu apartenențe stricte. Cu toate acestea, după cum a remarcat Noah Porter, Falun Gong nu are aceste trăsături: nu are limite clar definite și oricine poate să o practice. Cheris Shun-ching Chan scrie, de asemenea, că Falun Gong “categoric nu este o sectă”: practicanții săi nu rup legăturile cu societatea, sunt “structurați în mod liber, cu calitate de membru fluctuantă și toleranți față de alte organizații și credințe”.

## Organizarea
Falun Gong își propune să fie “fără formă”, având o formă de organizare concretă minimalistă sau inexistentă. Practicanților Falun Gong li se interzice să colecteze bani sau să încaseze taxe în schimbul diseminării practicii, să facă vindecări sau să predea sau să interpreteze doctrina pentru ceilalți. Nu există administratori sau oficiali în cadrul practicii, niciun sistem de aderare și nici vreo biserică sau vreun loc fizic de venerare. În lipsa unui statut de membru sau a unor ritualuri de inițiere, oricine poate alege sa se identifice ca fiind practicant. Discipolii sunt liberi să participe la practică și să-i urmeze învățăturile cât de mult sau de puțin vor, iar practicanții nu impun altora ce să creadă sau cum să se comporte.
Autoritatea spirituală este învestită exclusiv în învățăturile fondatorului, maestrul Li Hongzhi. Dar partea organizațională a Falun Gong este descentralizată, nucleele locale și asistenții nu primesc privilegii, autoritate sau titluri speciale. “Asistenții” voluntari sau “persoanele de contact” nu dețin autoritate asupra altor practicanți, indiferent cât timp au practicat Falun Gong. Autoritatea spirituală a maestrului Li Hongzhi în cadrul practicii este absolută, totuși organizarea descentralizată a Falun Gong nu încurajează controlul total, iar maestrul Li Hongzhi nu intervine niciodată în viața personală a practicanților. Practicanții Falun Gong au contact extrem de limitat sau chiar inexistent cu maestrul lor, contactul având loc mai mult prin studiul textelor. În Falun Gong nu există o ierarhie care să impună ceea ce este corect și nu se acordă nicio importanță, sau foarte puțină, disciplinei dogmatice; singurul lucru subliniat este nevoia unui comportament moral strict, conform lui Craig Burgdoff, profesor de studii religioase.
În ceea ce privește organizarea în interiorul grupului Falun Gong, aceasta se realizează printr-o comunitate on-line globală, amorfă și, în cea mai mare măsură, virtuală. În particular, comunicările electronice, listele de e-mail și o colecție de site-uri web reprezintă principalul mijloc de coordonare a activităților și de răspândire a învățăturilor maestrului Li Hongzhi.
În afara Chinei continentale, există, în aproximativ 80 de țări, o rețea de voluntari de “persoane de contact”, asociații regionale Falun Dafa și cluburi universitare. Învățăturile ale maestrului Li Hongzhi sunt răspândite în principal pe internet.  În majoritatea orașelor de dimensiuni medii până la orașele mari, practicanții Falun Gong organizează în mod regulat sesiuni de meditație sau sesiuni de studiu în care practică exerciții Falun Gong și citesc scrierile maestrului Li Hongzhi. Sesiunile de exerciții și meditație sunt descrise ca grupuri informale în care practicanții se adună voluntar în parcurile publice — de obicei dimineața — timp de una până la două ore. Ședințele de studiu de grup se desfășoară în mod obișnuit seara în reședințe private sau în săli de clasă universitare sau liceale și sunt descrise de David Ownby drept “cel mai apropiat lucru de o 'experiență congregațională' obișnuită” pe care Falun Gong o oferă. Persoanele care sunt ocupate, izolate, sau care preferă pur și simplu singurătatea pot alege să practice în mod privat.Atunci când există cheltuieli care trebuie acoperite (cum ar fi cele necesare închirierii de facilități pentru conferințe la scară largă), costurile sunt asumate voluntar de membrii comunității.

### Organizarea în interiorul Chinei

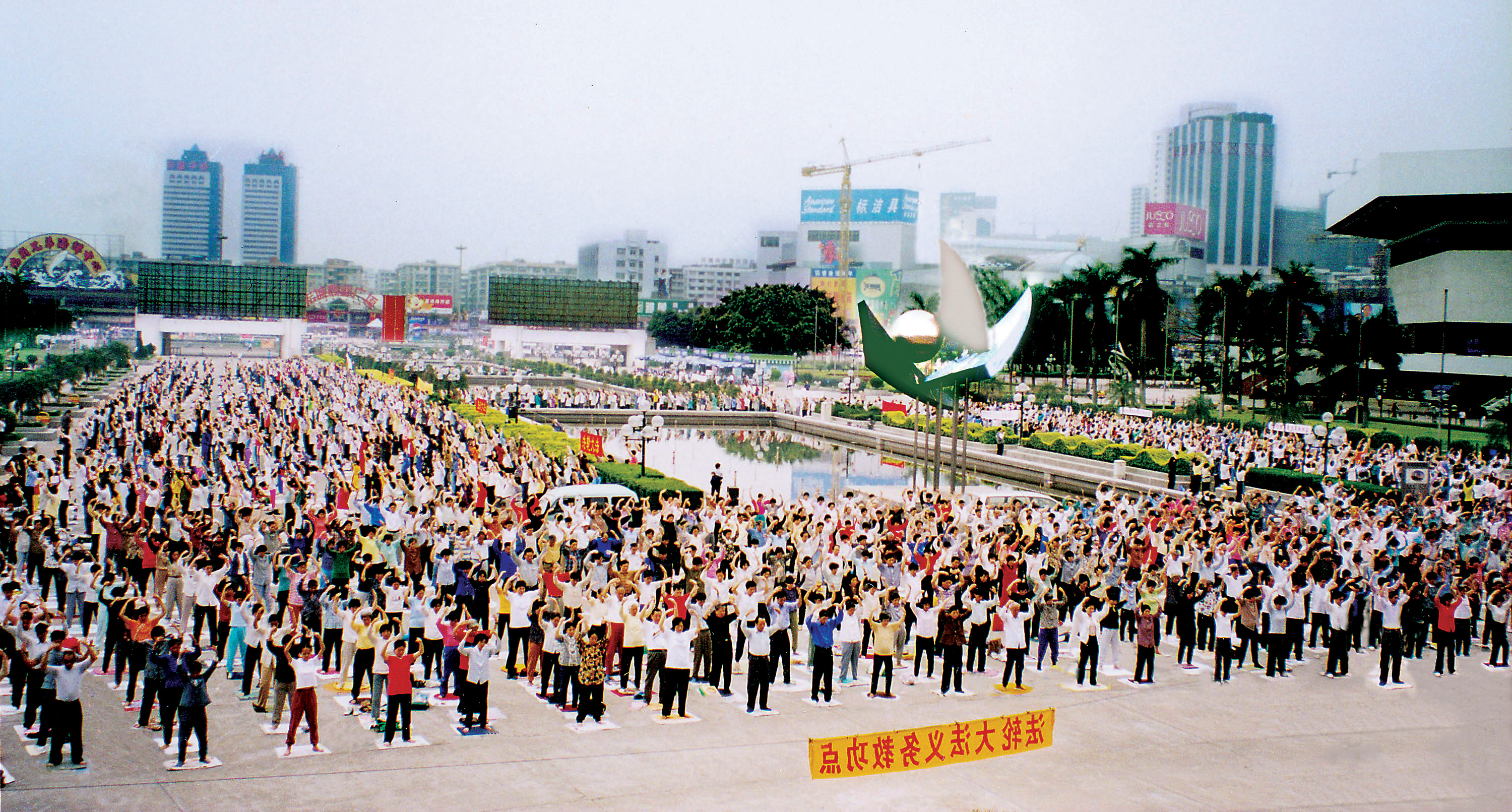
Exerciții Falun Dafa practicate dimineața, în orașul Guangzhou, înainte de 1999.

În 1993, Societatea de Cercetare Falun Dafa din Beijing a fost acceptată ca o ramură a Societății de Cercetare a Qigong-ului din China (China Qigong Research Society – CQRS), o agenție de stat care supraveghea administrarea diferitelor școli de qigong din țară și sponsoriza activități și seminarii. În conformitate cu cerințele CQRS, Falun Gong a fost organizat într-o rețea națională de centre de asistență, “centre principale”, “sucursale”, “centre de orientare” și locuri de practică locale, lucru care reflecta structura societății de qigong sau chiar a Partidul Comunist însuși. Asistenții Falun Gong au fost voluntari, care predau altora exercițiile, care organizau evenimente și răspândeau textele noi ale maestrului Li Hongzhi. Societatea de Cercetare Falun Dafa a oferit consultanță studenților relativ la tehnicile de meditație, serviciile de traducere și coordonare pentru practică la nivel național.
După ieșirea sa din CQRS în 1996, Falun Gong a fost supus unei examinări sporite din partea autorităților și a răspuns prin adoptarea unei structuri organizatorice mai descentralizate și mai libere. În 1997, Societatea de Cercetare Falun Dafa a fost dizolvată în mod formal, împreună cu “centrele principale” regionale. Totuși practicanții continuau să se organizeze la nivel local, fiind conectați prin intermediul comunicațiilor electronice, rețelelor interpersonale și locurilor de practică a exercițiilor în grup. Atât sursele Falun Gong cât și cele din partea guvernului chinez susțineau că până în 1999 existau circa 1900 de “centre de îndrumare” și 28.263 de locuri de practică a exercițiilor Falun Gong la nivel național, deși cele două nu sunt de acord cu privire la gradul de coordonare verticală dintre aceste unități organizaționale. Ca răspuns la persecuția care a supusă în 1999 din partea autorităților, Falun Gong a fost condus subteran, structura organizatorică devenind totuși mai neoficială în interiorul Chinei, iar internetul a avut prioritate ca mijloc de conectare a practicanților.
În urma persecuției împotriva Falun Gong din 1999, autoritățile chineze au căutat să descrie Falun Gong ca o organizație ierarhică și bine finanțată. James Tong scrie că era în interesul guvernului să descrie Falun Gong ca fiind foarte organizat pentru a-și justifica represiunea asupra grupului: “Cu cât Falun Gong putea fi prezentat mai organizat, atât mai mult putea fi justificată represiunea regimului în numele ordinii sociale.” El a concluzionat că acuzațiilor Partidului le lipseau “dovezile substanțiale interne și externe” și că, în ciuda arestărilor și controlului, autoritățile “nu au contrazis niciodată și în mod credibil contraargumentele venite din partea Falun Gong”.

## Demografie
Înainte de iulie 1999, estimările oficiale au stabilit numărul de practicanți Falun Gong la 70 de milioane la nivel național, rivalizând cu numărul membrilor Partidului Comunist și asociațiile afiliate acestuia. Până în momentul începerii persecuției din 22 iulie 1999, majoritatea cifrelor oferite de guvernul chinez arătau că numărul practicanților Falun Gong era între 2 și 3 milioane, deși unele publicații au menținut o estimare de 40 milioane. Cele mai multe estimări ale Falun Gong din aceeași perioadă au stabilit că numărul total al practicanților din China era între 70 și 80 de milioane. Alte surse au estimat că populația Falun Gong din China a ajuns la un maxim între 10 și 70 de milioane de practicanți. Numărul practicanților Falun Gong care încă practică în China este dificil de confirmat, deși unele surse estimează că zeci de milioane continuă să practice în particular.
Studiile demografice efectuate în China în 1998 au descoperit o populație în cea mai mare parte de femei și vârstnici. Dintre 34.351 de practicanți Falun Gong studiați, 27% erau bărbați și 73% femei. Doar 38% aveau vârsta sub 50 de ani. Falun Gong a atras o serie de alte persoane, de la studenți tineri la birocrați, intelectuali și oficiali ai partidului. Sondajele din China anilor '90 au descoperit că între 23% și 40% dintre practicanți aveau diplome universitare la nivel de colegiu sau de universitate - de câteva ori mai mult decât la populația obișnuită.
Falun Gong este practicat de zeci și, posibil de sute de mii de oameni în afara Chinei, cele mai mari comunități fiind în orașe ca Taiwan și altele din America de Nord care au populații mari de chinezi, cum ar fi New York și Toronto. Studiile demografice realizate în aceste comunități de Palmer și Ownby au constatat că 90% dintre practicanți sunt de etnie chineză. Vârsta medie este de aproximativ 40 de ani. Dintre cei din sondaj, 56% sunt femei și 44% bărbați; 80% sunt căsătoriți. Studiile au constatat că respectivii sunt foarte educați: 9% au doctorate, 34% au diplome de masterat, iar 24% au licență de diplomă.
Cele mai frecvent raportate motive pentru ca cineva să se simtă atras de Falun Gong au fost conținutul intelectual, exercițiile de cultivare și beneficiile asupra sănătății. Practicanții Falun Gong non-chinezi tind să se potrivească profilului “căutătorilor spirituali” – persoane care au încercat o varietate de practici religioase, de qigong sau de yoga înainte de a găsi Falun Gong. Potrivit lui Richard Madsen, cercetătorii chinezi cu doctorate din universități americane de prestigiu care practică Falun Gong susțin că fizica modernă (de exemplu teoria superstringului) și biologia (în special funcția glandei pineale) oferă o bază științifică pentru credințele lor. Din punctul lor de vedere, “Falun Dafa este mai degrabă o cunoaștere decât o religie, o nouă formă de știință, mai degrabă decât o credință”.

## Istoria din interiorul Chinei

### 1992–1996
Maestrul Li Hongzhi a prezentat publicului Falun Gong la 13 mai 1992, în Changchun, provincia Jilin. Câteva luni mai târziu, în septembrie 1992, practica Falun Gong a fost recunoscută ca o ramură a qigong-ului sub administrarea Societății de Cercetare Științifică de Stat a Qigong-ului din China (China Qigong Scientific Research Society – CQRS). Li Hongzhi a fost recunoscut ca maestru de qigong și a fost autorizat să-și predea practica la nivel național. La fel ca mulți maeștri de qigong de la vremea respectivă, Li Hongzhi a făcut turnee în marile orașe din China între anii 1992 și 1994 pentru a preda practica. El a primit numeroase premii din partea organizațiilor guvernamentale ale RPC (Republicii Populare Chineze).
Potrivit lui David Ownby, profesor de istorie și director al Centrului pentru Studii din Asia de Est de la Université de Montréal, Li Hongzhi a devenit un “star imediat al mișcării de qigong”, iar Falun Gong a fost acceptat de guvern ca fiind un mijloc eficient de reducere a costurilor de îngrijire a sănătății, de promovare a culturii chinezești și de îmbunătățire a moralității publicului. În decembrie 1992, de exemplu, Li Hongzhi împreună cu câțiva studenți Falun Gong au participat la Asian Health Expo (Expoziția Asiatică de Sănătate) de la Beijing, unde a afirmat că “a primit cea mai mare apreciere [dintre toate școlile de qigong] de la târg și a obținut rezultate terapeutice foarte bune”, potrivit organizatorului târgului. Evenimentul a ajutat la consolidarea popularității lui maestrului Li Hongzhi, iar rapoartele jurnalistice despre beneficiile pentru sănătate ale Falun Gong s-au răspândit în toată China. În 1993, o publicație a Ministerului Securității Publice l-a lăudat pe Li Hongzhi pentru “promovarea valorilor tradiționale de combatere a criminalității, protejarea ordinii și securității sociale și promovarea corectitudinii în societatea chineză.”[
Falun Gong s-a diferențiat de la început de celelalte grupuri de qigong prin accentul pus pe moralitate, costuri reduse și beneficii pentru sănătate. S-a răspândit rapid prin viu grai, atrăgând o gamă largă de practicanți din toate categoriile sociale, inclusiv numeroși membri ai Partidului Comunist Chinez.
Din 1992 până în 1994, Li a perceput taxe pentru seminariile prelegerilor pe care le oferea în China, deși taxele erau considerabil mai scăzute decât cele ale celorlalte practici de qigong, iar agențiile locale de qigong primeau o cotă substanțială din ele. Li Hongzhi a justificat taxele ca fiind necesare pentru acoperirea spezelor de călătorie și a altor cheltuieli, iar în unele ocazii a donat banii câștigați în scopuri caritabile. În 1994, Li Hongzhi a încetat complet să impună taxe, afirmând că Falun Gong trebuie să fie predat gratuit și că învățăturile sale sunt puse la dispoziție gratuit (inclusiv online). Deși unii observatori cred că Li Hongzhi a continuat să câștige venituri din drepturile de autor ale cărților de Falun Gong, alții contestă acest lucru, menționând că majoritatea cărților Falun Gong aflate în circulație sunt copii ale celor originale.

Odată cu publicarea cărților Falun Gong și Zhuan Falun, Li Hongzhi a făcut învățăturile sale mai accesibile. Zhuan Falun, publicat în ianuarie 1995 la o ceremonie solemnă desfășurată în aula Ministerului Securității Publice, a devenit best-seller în China.
În 1995, autoritățile chineze au început să ceară ca Falun Gong să-și contureze structura organizatorică și legăturile cu structura de Partid. Li Hongzhi a fost abordat de către Comitetul Național Chinez de Sporturi, Ministerul Sănătății Publice și Asociația de Cercetare Științifică de Qigong din China (CQRS) pentru a stabili împreună o asociație Falun Gong. Maestrul Li Hongzhi a refuzat oferta. În același an, Asociația de Cercetare Științifică de Qigong din China a emis o nouă reglementare care stipula că toate categoriile de qigong sunt obligate să creeze o celulă a Partidului Comunist. Li Hongzhi a refuzat din nou.
Tensiunile au continuat să crească între Li Hongzhi și Asociația de Cercetare Științifică de Qigong din China în 1996. În fața creșterii popularității Falun Gong-ului – o mare parte din această creștere fiind atribuită costurilor mici – maeștrii de qigong competitori l-au acuzat pe Li Hongzhi de subminare prin practicarea de prețuri mai scăzute. Potrivit lui Schechter, societatea de qigong de care Li Hongzhi și alți maeștri de qigong aparțineau, l-au rugat pe Li Hongzhi să-și crească taxele, dar acesta a subliniat necesitatea gratuității învățăturilor sale.
În martie 1996, ca răspuns la dezacordurile în creștere, Falun Gong s-a retras din Asociația de Cercetare Științifică de Qigong din China, după care a funcționat în afara agențiilor oficiale ale statului. Reprezentanții Falun Gong au încercat să se înregistreze la alte entități guvernamentale, dar au fost respinși. Li Hongzhi și Falun Gong au devenit, ca urmare, în afara circuitului relațiilor personale și al schimburilor financiare prin care maeștrii și organizațiile lor de qigong puteau găsi un loc în cadrul sistemului de stat și de asemenea în cadrul controlului statului.

### 1996–1999
Ieșirea Falun Gong din Asociația de Cercetare Științifică de Qigong din China condusă de stat a corespuns unei schimbări mai ample a atitudinilor guvernului față de practicile qigong. Pe măsură ce detractorii qigong-ului din guvern au devenit mai influenți, autoritățile au început să încerce să oprească creșterea și influența acestor grupuri, dintre care unele strânseseră zeci de milioane de adepți. La mijlocul anilor '90, mass-media de stat a început să publice articole critice față de qigong.
Falun Gong a fost inițial protejat de critica în creștere, dar după retragerea sa din Asociația de Cercetare Științifică de Qigong din China în martie 1996, a pierdut această protecție. La 17 iunie 1996, ziarul Guangming Daily, un ziar influent de stat, a publicat o polemică împotriva Falun Gong în care textul său central, Zhuan Falun, a fost descris ca un exemplu de “superstiție feudală”. Autorul a scris că istoria omenirii este o “luptă între știință și superstiție” și a cerut editorilor chinezi să nu tipărească “cărțile pseudo-științifice ale șarlatanilor”. Articolul a fost urmat de cel puțin douăzeci de alte articole în ziarele de la nivel național. Curând după aceea, la 24 iulie, Departamentul Central al Propagandei a interzis publicarea tuturor cărților Falun Gong (deși interdicția nu a fost pusă în aplicare în mod obligatoriu). Asociația Budistă din China, administrată de stat, a început de asemenea să emită critici asupra Falun Gong, îndemnând budiștii laici să nu urmeze această practică.
Evenimentele au fost o provocare importantă pentru Falun Gong și una pe care practicanții nu au luat-o ușor. Mii de adepți Falun Gong au scris către redacția cotidianului Guangming Daily și Asociației de Cercetare Științifică de Qigong din China plângându-se împotriva măsurilor, susținând că au încălcat directiva ʼTriple No’ (Triplul Nu) din 1982 a lui Hu Yaobang, care interzice mass-mediei să încurajeze sau să critice practicile de qigong. Cu alte ocazii, practicanții Falun Gong au organizat demonstrații pașnice în fața sediilor mass-mediei sau a sediilor guvernamentale locale pentru a solicita retragerea știrilor incorecte apărute în mass-media.
Polemicile împotriva Falun Gong făceau parte dintr-o mișcare mai mare care se opunea organizațiilor de qigong în mass-media de stat. Deși Falun Gong nu era singura țintă a criticilor mass-media, nici singurul grup care protesta, răspunsul practicanților Falun Gong a fost cel mai mobilizat și mai ferm răspuns. Multe dintre protestele Falun Gong împotriva imaginilor negative ale mass-media au avut succes, ceea ce a dus la retragerea din ziare a mai multor știri critice față de practică. Aceasta a contribuit la convingerea practicanților că pretențiile presei împotriva lor erau false sau exagerate și că poziția lor era justificată.
În iunie 1998, He Zuoxiu, un cunoscut critic al qigong-ului și apărător înflăcărat al marxismului, a apărut într-un talk-show la Televiziunea din Beijing și a defăimat în mod public grupurile de qigong, făcând o mențiune specială despre Falun Gong. Practicanții Falun Gong au răspuns cu proteste pașnice și prin a influența postul de televiziune pentru retragerea știrii. Reporterul responsabil pentru program s-a anunțat că a fost concediat și un program favorabil pentru Falun Gong a fost difuzat câteva zile mai târziu. Practicanții Falun Gong au organizat, de asemenea, demonstrații în fața altor 14 instituții de mass-media.
În 1997, Ministerul Securității Publice a lansat o investigație asupra faptului dacă Falun Gong ar trebui să fie considerat xie jiao (邪教, “învățătură eretică”). Dar raportul a concluzionat că “până acum nu a apărut nicio dovadă în acest sens”. În anul următor, însă, la 21 iulie 1998, Ministerul Securității Publice a emis Documentul nr. 555, “Notificare asupra Investigării Falun Gong”. Documentul afirma că Falun Gong este o “învățătură eretică” și a impus demararea unei alte investigații pentru a căuta dovezi pentru a susține această concluzie. Practicanții Falun Gong au raportat că au avut telefoanele interceptate, domiciliile percheziționate și invadate, iar locurile de practică a exercițiilor Falun Gong au fost desființate de către agenții de securitate publică.

În această perioadă de timp, chiar și în timp ce critica qigong-ului și a Falun Gong câștiga teren în anumite cercuri, practica a menținut un număr de susținători de profil înalt în interiorul guvernului. În 1998, Qiao Shi, Președintele Comitetului Permanent al Congresului Național Popular recent pensionat, a demarat  propriile investigații asupra Falun Gong. După luni de investigații, grupul său a concluzionat că “Falun Gong are sute de beneficii pentru poporul chinez și China, și că nu are niciun singur efect negativ”. În luna mai a aceluiași an, Comisia Națională pentru Sport din China a lansat și ea o anchetă proprie asupra Falun Gong. Pe baza interviurilor cu peste 12.000 de practicanți Falun Gong din provincia Guangdong, aceștia au declarat că “ sunt convinși că exercițiile și efectele Falun Gong sunt excelente. Falun Gong a adus o extraordinară constribuție la îmbunătățirea stabilității și eticii societății”.
Fondatorul practicii, domnul Li Hongzhi, a fost în mare parte absent din țară în timpul perioadelor de creștere a tensiunilor cu guvernul. În martie 1995, Li a părăsit China să predea practica lui mai întâi în Franța și apoi în alte țări, iar în 1998 a obținut rezidență permanentă în Statele Unite.
Până în 1999, estimările furnizate de Comisia de Stat pentru Sport au sugerat că existau 70 de milioane de practicanți Falun Gong în China. Un angajat anonim al Comisiei Naționale pentru Sport a Chinei, a fost citat la acel moment într-un interviu pentru U.S. News & World Report, speculând că, dacă 100 milioane de oameni ar practica Falun Gong și alte forme de qigong, ar exista o reducere dramatică a costurilor de îngrijire a sănătății și că însuși “Premierul Zhu Rongji este foarte mulțumit de acest lucru”.

### Tianjin și protestele din Zhongnanhai
Până la sfârșitul anilor 1990, relația Partidului Comunist cu mișcarea Falun Gong în creștere a devenit din ce în ce mai tensionată. Rapoartele privind discriminarea și supravegherea de către Biroul de Securitate Publică au fost în creștere, iar practicanții Falun Gong organizau în mod curent demonstrații statice care răspundeau articolelor din mass-media pe care le considerau fiind nedrepte. Investigațiile contradictorii lansate de Ministerul Securității Publice, pe de o parte, și Comisia de Stat pentru Sport și Qiao Shi, pe de altă parte, au vorbit despre dezacordurile dintre elitele Chinei cu privire la modul de a privi dezvoltarea continuă a practicii.
În aprilie 1999, un articol critic față de Falun Gong a fost publicat în revista Cititorilor Tineri de la Tianjin Normal University. Articolul a fost scris de fizicianul He Zuoxiu, care, așa cum notează Porter și Gutmann, este o rudă a secretarului de partid Luo Gan. Articolul prezintă qigong-ul, și mai ales Falun Gong, ca fiind superstițios și dăunător pentru tineret. Practicanții Falun Gong au răspuns prin pichetarea birourilor ziarului, solicitând retragerea articolului. Spre deosebire de cazurile anterioare, în care protestele Falun Gong au avut succes, la 22 aprilie demonstrația de la Tianjin a fost întreruptă de sosirea a trei sute de polițiști scutieri. Unii practicanți au fost bătuți, iar patruzeci și cinci au fost arestați. Alți practicanți Falun Gong au fost informați că, dacă doreau să facă apel mai departe, aveau nevoie să se adreseze Ministerului Securității Publice și să meargă la Beijing pentru a face apel.

Comunitatea Falun Gong s-a mobilizat rapid cu un răspuns, iar în dimineața zilei de 25 aprilie, în jur de 10.000 de practicanți s-au adunat în apropierea biroului central de apeluri pentru a cere încetarea escaladării hărțuirii împotriva mișcării și pentru a cere eliberarea practicanților de la Tianjin. Potrivit lui Benjamin Penny, practicanții au căutat remedii compensatoare din partea conducerii țării, mergând la ei și “deși foarte liniștiți și politicoși, subliniind în mod clar că nu vor fi tratați atât de urât”." Jurnalistul Ethan Gutmann a scris că ofițerii de securitate îi așteptau pe practicanți și i-au condus pe Strada Fuyou în fața complexului guvernamental Zhongnanhai. S-au așezat sau au citit liniștiți pe trotuarele din jurul Zhongnanhai.
Cinci reprezentanți Falun Gong s-au întâlnit cu Premierul de atunci al Chinei, Zhu Rongji, și cu alți înalți oficiali pentru a negocia o soluționare. Reprezentanții Falun Gong au fost asigurați că regimul susținea exercițiile fizice pentru îmbunătățirea sănătății și nu considera că Falun Gong era împotriva guvernului. După ce au ajuns la această soluțonare, mulțimea de protestatari Falun Gong s-a dispersat.
Secretarul General al Partidului Jiang Zemin a fost alertat în legătură cu demonstrația de către membrul Politburo al PCC Luo Gan, și s-a raportat ca a fost enervat de îndrăzneala demonstrației – cea mai mare după protestele din Piața Tiananmen cu zece ani în urmă. Jiang a cerut o acțiune hotărâtă de a suprima grupul și l-a criticat pe Premierul Zhu că a fost “prea moale” în tratarea situației. În acea seară, Jiang a compus o scrisoare care indică dorința sa de a vedea Falun Gong “înfrânt”. În scrisoare, Jiang și-a exprimat îngrijorările cu privire la mărimea și popularitatea Falun Gong și, în special, la numărul mare de membri înalți ai Partidului Comunist care existau printre practicanții Falun Gong. El de asemenea a sugerat că filosofia morală a Falun Gong era în contradicție cu valorile ateiste ale marxism-leninismuluiși, prin urmare, constituia o formă de concurență ideologică.
Jiang este considerat de Falun Gong a fi responsabil în mod personal pentru această decizie de a persecuta Falun Gong. Peerman a citat motivele cum ar fi bănuita invidie personală asupra lui domnul Li Hongzhi; Saich atrage atenția asupra furiei lui Jiang asupra apelului larg răspândit al Falun Gong și despre lupta ideologică ca și cauze a represiunii care a urmat. Willy Wo-Lap Lam sugerează că decizia lui Jiang de a suprima Falun Gong a fost legată de dorința de a-și consolida puterea în cadrul Politburo. Potrivit Human Rights Watch, liderii Partidului Comunist și elita de guvernământ erau departe de a fi unificați în sprijinul lor pentru represiune.

## Persecuția
La 20 iulie 1999, forțele de securitate au răpit și au reținut mii de practicanți Falun Gong pe care i-au identificat ca lideri. Două zile mai târziu, pe 22 iulie, Ministerul Afacerilor Civile al RPC a scos în afara legii Societatea de Cercetare a Falun Dafa considerând-o drept o organizație ilegală “angajată în activități ilegale, susținând superstiția și răspândind erezii, înșelând oamenii, incitând și creând dezordini și punând în pericol stabilitatea socială”. În aceeași zi, Ministerul Securității Publice a emis o circulară care interzicea cetățenilor să practice Falun Gong în grupuri, să aibă învățăturile Falun Gong la ei, să afișeze bannere sau simboluri Falun Gong sau să protesteze împotriva interdicției.
Campania care a urmat a avut ca scop “eradicarea” grupului printr-o combinație de propagandă, întemnițări și reformă de gândire coercitivă a practicanților, care uneori au dus la decese. În octombrie 1999, la patru luni de la interzicere, a fost creată legislația pentru a scoate în afara legii “religiile neortodoxe" și a făcut ca adepții Falun Gong să fie condamnați la închisoare.
Sute de mii de practicanți se estimează că au fost întemnițați pe cale extrajuridică, iar practicanții aflați în detenție se raportează că sunt supuși la muncă forțată, abuzuri psihiatrice, torturi și altor metode coercitive de reformă a gândirii, de către autoritățile chineze. Departamentul de Stat al Statelor Unite ale Americii și Comisia Congresului-Executiv pentru China estimează că aproximativ jumătate din populația chinezilor din lagărele de reeducare prin muncă este formată din practicanți Falun Gong. Cercetătorul en:Ethan Gutmann estimează că Falun Gong reprezintă o medie de 15% până la 20% din totalul populației din interiorul sistemului "laogai", care include reeducarea prin lagărele de muncă, precum și închisorile și alte forme de detenție administrativă. Foștii deținuți ai sistemului de lagăre de muncă au raportat că practicanții Falun Gong sunt unul dintre cele mai mari grupuri de prizonieri; în unele lagăre de muncă și închisori, ei formează majoritatea deținuților și adesea se spune că primesc cele mai lungi pedepse și cele mai grave tratamente. Un raport din 2013 al Amnesty International privind lagărele de reeducare prin muncă a constatat că practicanții Falun Gong “au constituit, în medie între o treime până chiar la 100% în unele cazuri, din totalul populației” anumitor lagăre.
Potrivit lui Johnson, campania împotriva Falun Gong se extinde în multe părți ale societății, inclusiv la aparatele de mass-media, la forțele de poliție, la armată, la sistemul educațional și la locurile de muncă. Un corp extra-constituțional, "Biroul 610" a fost creat pentru a “supraveghea” acest efort. Human Rights Watch (2002) a remarcat că familiile și locurile de muncă au fost forțate să coopereze cu guvernul.

### Speculații privind motivul persecuției
Observatorii străini au încercat să explice motivul partidului de a interzice Falun Gong, acesta decurgând dintr-o varietate de factori. Aceștia includ popularitatea Falun Gong, istoria Chinei legată de mișcările cvasi-religioase care s-au transformat în insurecții violente, independența Falun Gong față de stat și refuzul de a urma linia partidului, politica internă a puterii din cadrul Partidului Comunist cât și conținutul moral și spiritual al Falun Gong, care l-a situat în dezacord cu aspectele ideologiei marxiste oficiale.

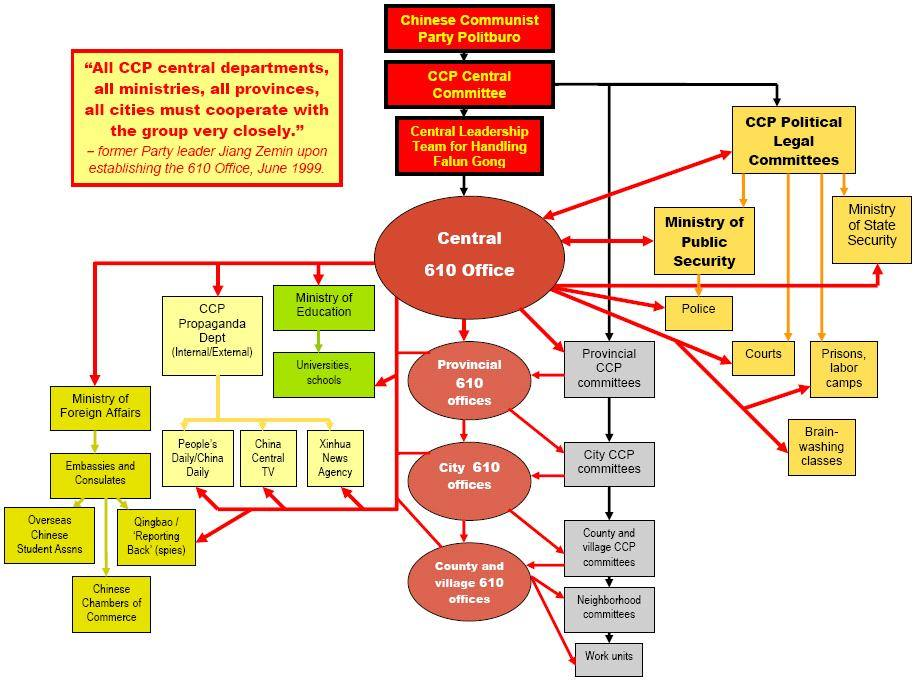
Organizara Biroului 610 în China.

Agenția de Știri Xinhua, organizația oficială de știri a Partidului Comunist, a declarat că Falun Gong este “opus Partidului Comunist din China și guvernului central, predică idealismul, teismul și superstiția feudală”. Xinhua a afirmat de asemenea că “așa-numitul principiu ’adevăr, bunătate și toleranță’, predicat de [Falun Gong], nu are nimic în comun cu etica socialistă și progresul cultural pe care ne străduim să le atingem” și a mai argumentat că a fost necesar să fie zdrobit Falun Gong pentru a păstra “rolul și puritatea avangardistă” a Partidului Comunist. Alte articole care au apărut în mass-media condusă de stat în primele zile și săptămâni după interzicere indicau că Falun Gong trebuie să fie înfrânt deoarece filosofia sa “teistă” era în contradicție cu paradigma marxist-leninistă și cu valorile seculare ale materialismului.
Willy Wo-Lap Lam scrie că campania lui Jiang Zemin împotriva Falun Gong poate să fi fost folosită pentru a-și promova loialitatea față de el însuși; Lam citează un veteran de partid spunând că “dezlănțuind o mișcare în stilul lui Mao [împotriva Falun Gong], Jiang forțează cadrele superioare să-și făgăduiască loialitatea față de linia sa”. Ziarul american The Washington Post a raportat că sursele au indicat că nu toate comisiile permanente din Politburo au împărtășit opinia lui Jiang că Falun Gong ar trebui eradicat, dar James Tong sugerează că nu a existat o rezistență substanțială din partea Politburo.
Human Rights Watch notează că represiunea împotriva Falun Gong reflectă eforturile istorice depuse de Partidul Comunist Chinez pentru eradicarea religiei, pe care guvernul o consideră că este în mod inerent subversivă. Guvernul chinez protejează cinci grupuri religioase, “patriotice”, recunoscute de Partidul Comunist. Religiile neînregistrate care se află în afara organizațiilor recunoscute de stat sunt astfel vulnerabile la suprimare. Ziarul canadian The Globe and Mail scria: “...orice grup care nu se află sub controlul partidului este o amenințare”. Craig S. Smith de la The Wall Street Journal a scris că partidul se simte din ce în ce mai amenințat de orice sistem de credințe care-i provoacă ideologia sa și care are capacitatea de a se organiza. Falun Gong, al cărui sistem de credințe reprezenta o renaștere a religiei tradiționale chineze, era practicat de un număr mare de membri ai partidului comunist și de membri militari, astfel că a fost perceput ca fiind deosebit de îngrijorător pentru Jiang Zemin; conform lui Julia Ching: “Jiang admite amenințarea Falun Gong ca fiind una de tip ideologic: credințele spirituale împotriva ateismului militant și a materialismului istoric. El a dorit să curețe guvernul și armata de astfel de credințe."

Yuezhi Zhao atrage atenția asupra câtorva alți factori care ar fi putut să conducă la o deteriorare a relației dintre Falun Gong și statul și mass-media chineze. Acestea includ luptele interne din cadrul qigong-ului chinezesc, influența oponenților din qigong din rândul liderilor partidului comunist și luptele de la mijlocul anului 1996 până la jumătatea anului 1999 între Falun Gong și elita chineză de putere asupra statutului și modului de a trata mișcarea. Potrivit lui Zhao, practicanții Falun Gong au stabilit o “identitate de rezistență” – una care se împotrivește exercitărilor predominante ale bogăției, puterii, raționalismului științific și “întregului sistem de valori asociat proiectului de modernizare al Chinei”. În China practica a reprezentat o tradiție spirituală și morală indigenă, o mișcare a revitalizare a culturii și a determinat un contrast puternic cu “marxismul cu caracteristici chinezești”.
Vivienne Shue scrie, în mod similar, că Falun Gong a prezentat o provocare cuprinzătoare pentru legitimitatea partidului comunist. Shue susține că liderii chinezi, din punct de vedere istoric, și-au obținut legitimitatea de la o pretenție de a avea o legătură exclusivă cu “Adevărul”. În China imperială, adevărul se baza pe o cosmologie confucianistă și taoistă, unde, în cazul Partidului Comunist, adevărul este reprezentat de marxism-leninism și materialism istoric. Falun Gong a pus sub semnul întrebării paradigma marxist-leninistă, reînviind o înțelegere bazată pe concepții budiste și taoiste mai tradiționale. David Ownby susține că [Falun Gong] a pus de asemenea sub semnul întrebării și hegemonia Partidului Comunist față de discursul naționalist chinez: “Evocarea [Falun Gong] a unei viziuni diferite a tradiției chineze și a valorii ei contemporane, este acum atât de amenințătoare pentru stat și partid, deoarece nu le recunoaște unicul lor drept de a-și defini sensul naționalismului chinez.”
Maria Chang a remarcat că, după răsturnarea dinastiei Qin, “mișcările milenare au avut un impact profund asupra cursului istoriei chinezești”, cumulându-se în revoluțiile chineze din 1949 care au adus la putere pe comuniștii chinezi. Patsy Rahn (2002) descrie o paradigmă a conflictului dintre grupurile sectare chineze și conducătorii pe care îi provoacă adesea. Potrivit lui Rahn, istoria acestei paradigme pornește din trecut de la prăbușirea dinastiei Han: “Modelul puterii de guvernare ținând un ochi vigilent asupra grupurilor sectare, uneori amenințată de acestea, alteori creând campanii împotriva lor, a început devreme, încă din al doilea secol și a continuat de-a lungul întregii perioade dinastice, prin epoca Mao și până în prezent.”

### Programul de ”transformare” a gândirii

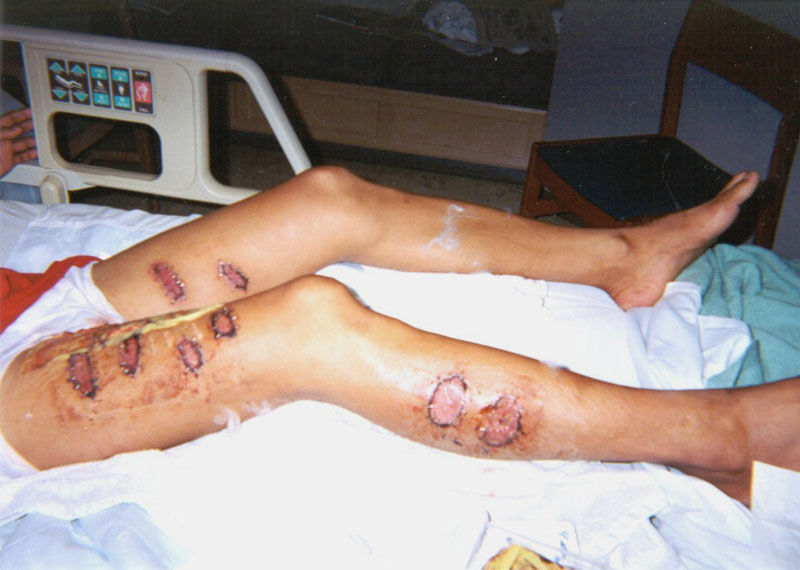
Practicantul Falun Gong, Tang Yongjie, a fost torturat de gardieni, care i-au aplicat tije înfierbântate în picioare, încercând să-l forțeze să se dezică de credințele lui.

Potrivit lui James Tong, regimul vizează atât dizolvarea coercitivă a categoriei Falun Gong și “transformarea” practicanților. Până în anul 2000, Partidul și-a înăsprit campania, condamnând practicanții “recidiviști” la reeducarea prin muncă", într-un efort de a-i face să renunțe la credințele lor și de a le “transforma” gândurile. Perioadele erau, de asemenea, extinse în mod arbitrar de poliție, în timp ce unii practicanți aveau acuzații ambigue impuse împotriva lor, cum ar fi “perturbarea ordinii sociale”, “punerea în pericol a securității naționale” sau “subminarea sistemului socialist” Potrivit lui Bejeski, majoritatea deținuților Falun Gong de lungă durată sunt procesați administrativ prin acest sistem în locul sistemului de justiție penală. După încheierea pedepselor de reeducare, acei practicanți care au refuzat să se dezică de credințele lor au fost apoi încarcerați în “centre de educație juridică” înființate de autoritățile provinciale pentru a “transforma mințile”.
O mare parte din programul de conversie se bazează pe tehnicile de indoctrinare și de transformare a gândirii de tip maoist, unde practicanții Falun Gong au fost organizați pentru a vedea programele de televiziune anti-Falun Gong și pentru a se înscrie în sesiunile de studiu despre marxism și materialism. Marxismul tradițional și materialismul sunt conținutul esențial al sesiunilor.

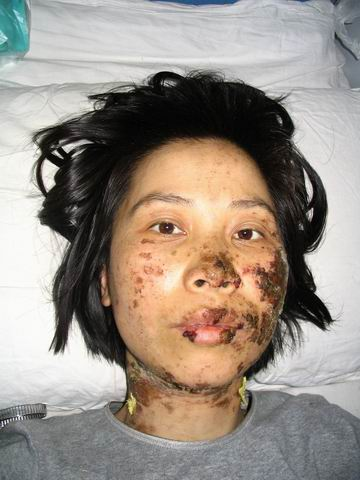
Gao Rongrong, o practicantă Falun Gong din Provincia Liaoning, a fost torturată până la moarte în 2005, în custodia poliției.

Imaginea sponsorizată de guvern a procesului de conversie accentuează persuasiunea psihologică și o varietate de tehnici de “vânzare prin persuasiune”; aceasta este “norma ideală” în rapoartele regimului, potrivit lui Tong. Pe de altă parte, rapoartele Falun Gong descriu formele de constrângere împotriva practicanților care nu renunță la credințele lor ca fiind “perturbatoare și sinistre”. 14.474 de cazuri sunt clasificate prin diferite metode de tortură, conform Tong (agențiile Falun Gong au documentat peste 63.000 de cazuri individuale de tortură). Printre acestea se numără și cazuri de bătăi severe, torturi psihologice, pedepse corporale și forțări intense, munci grele cu poveri mari și situații stressante, izolarea solitară în condiții mizerabile, “tratamentul termic”, incluzând arderea și înghețarea, șocuri electrice transmise părților sensibile ale corpului, care pot duce la greață, convulsii sau leșin; hrănirea forțată “devastatoare”, introducerea de coji de bambus în unghii, privarea de hrană, de somn și de folosirea toaletei; violul și violul în grup, asfixierea, amenințarea, șantajul și încheierea contractului de muncă și a statutului de student.
Cazurile par a fi verificabile, iar marea majoritate identifică (1) practicianul individual, adesea cu vârsta, ocupația și reședința; (2) timpul și locul în care a avut loc pretinsul abuz, până la nivelul districtului, localității, satului și adesea instituția specifică a închisorii; și (3) numele și rangurile prtinșilor făptași. Multe astfel de rapoarte includ liste cu numele martorilor și descrieri ale leziunilor, spune Tong Publicarea “comportamentului abuziv, adesea brutal, de către persoanele numite, cu titlurile lor oficial, locul și timpul torturii” sugerează că nu există voință oficială de a înceta și de a renunța la astfel de activități.

### Decese
Datorită dificultății în coroborarea rapoartelor privind decesele cauzate de tortură din China, estimările privind numărul practicanților Falun Gong uciși în urma persecuției variază foarte mult. În 2009, New York Times a raportat că, potrivit grupurilor pentru drepturile omului, represiunile au fost de “cel puțin 2.000” de vieți.
Amnesty International a declarat că cel puțin 100 de practicanți Falun Gong au fost raportați ca fiind omorâți în anul calendaristic 2008, fie în arest, fie la scurt timp după eliberare. Sursele Falun Gong au documentat peste 3.700 de decese. Jurnalistul de investigație en:Ethan Gutmann a estimat că 65.000 de practicanți Falun Gong au fost uciși pentru organele lor din anul 2000 până în anul 2008, pe baza unor interviuri vaste, iar cercetătorii en:David Kilgour și en:David Matas au raportat că “sursa de 41.500 de transplanturi pentru perioada de șase ani dintre anul 2000 și anul 2005 este inexplicabilă.”
Cu toate acestea, într-un raport din 2016, en:David Kilgour a constatat că el de fapt a subestimat numărul. În noul raport, el a constatat că estimările oficiale ale guvernului pentru volumul de organe recoltate, din momentul când a început persecuția asupra Falun Gong, au început să fie de la 150.000 spre 200.000. Mass-media a extrapolat din acest studiu un număr total de 1.500.000 de morți. en:Ethan Gutmann a estimat din această actualizare că în China se recoltează anual 60 până la 110 mii de organe, observând că este (parafrazând): “dificil, dar plauzibil să se recolteze 3 organe dintr-un singur organism” și numind de asemenea recoltarea drept “o nouă formă de genocid folosind cei mai respectați membri ai societății.”
Autoritățile chineze nu publică statistici despre practicanții Falun Gong uciși în timpul represiunii. Cu toate acestea, în cazuri individuale, autoritățile au negat că decesele în arest au fost cauzate de tortură.

### Recoltarea de organe
În 2006, au apărut acuzații cum că un număr mare de practicanți Falun Gong au fost uciși pentru a furniza organe pentru industria de transplant din China. Aceste acuzații au determinat o investigație făcută de fostul secretar de stat canadian David Kilgour și avocatul pentru drepturile omului, David Matas.
Raportul Kilgour-Matas a fost publicat în iulie 2006 și a concluzionat că “guvernul Chinei și agențiile sale din numeroase părți ale țării, în special spitalele, dar și centrele de detenție și ‛tribunalele oamenilor’, începând din 1999, au condamnat la moarte un număr mare, dar necunoscut, de prizonieri Falun Gong de conștiință”. Raportul, bazat în principal pe dovezi circumstanțiale, a atras atenția asupra timpului extrem de scurt de așteptare pentru organele din China - de la una până la două săptămâni pentru un ficat, comparativ cu 32,5 luni în Canada - menționând că acest lucru indică faptul că organele sunt procurate la cerere. De asemenea, raportul a urmărit o creștere semnificativă a numărului de transplanturi de organe anuale în China începând cu anul 1999, ceea ce corespunde declanșării persecuției împotriva Falun Gong. În ciuda nivelurilor foarte scăzute de donare voluntară de organe, China efectuează al doilea cel mai mare număr de transplanturi pe an. Kilgour și Matas au prezentat de asemenea și materiale auto-acuzatoare din site-urile web ale centrelor de transplant chinezești, publicând disponibilitatea imediată a organelor donatorilor vii și transcrierile interviurilor în care spitalele le-au spus potențialilor beneficiari de transplant că ar putea obține organe de la practicanți Falun Organe.

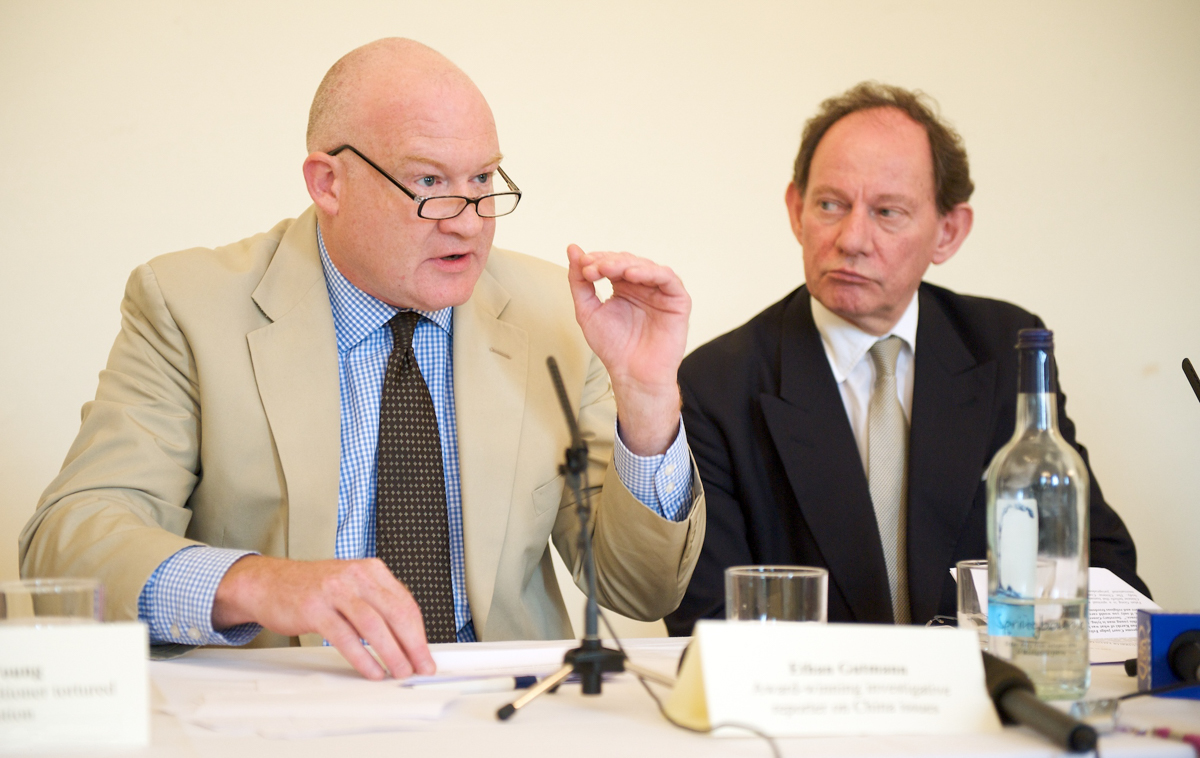
Ethan Gutmann (stânga) împreună cu Edward McMillan-Scott la o conferință de presă în cadrul Foreign Press Association, 2009

În mai 2008, doi Raportori Speciali ai Organizației Națiunilor Unite au reiterat cererile adresate autorităților chineze de a răspunde acuzațiilor, și de a explica o sursă pentru organe care să justifice creșterea bruscă a transplanturilor de organe în China începând cu anul 2000. Oficialii chinezi au răspuns prin negarea acuzațiilor de recoltare a organelor și insistând asupra faptului că China respectă principiile Organizației Mondiale a Sănătății care interzice vânzarea de organe umane fără acordul scris al donatorilor. Răspunzând unei rezoluții a Camerei Reprezentanților din SUA, care cerea să se pună capăt abuzului, prin practicile de transplant, asupra minorităților religioase și etnice, un purtător de cuvânt al ambasadei chineze a spus că “așa-zisele recoltări de organe de la prizonierii condamnați la moarte sunt o minciună fabricată în totalitate de Falun Gong”. În august 2009, Manfred Nowak, Raportor Special al Organizației Națiunilor Unite asupra Torturii, a declarat: 
“Guvernul chinez trebuie totuși să dovedească faptul că e curat și să fie transparent... Rămâne de văzut cum a fost posibil ca operațiile de transplant de organe din spitalele din China să fi crescut masiv din anul 1999, atâta timp cât nu au existat niciodată atât de mulți donatori voluntari disponibili.”
În anul 2014, jurnalistul de investigație Ethan Gutmann a publicat rezultatul propriei sale anchete. Gutmann a efectuat interviuri amănunțite cu foști deținuți din lagărele de muncă și închisorile din China, precum și cu foști ofițeri de securitate și profesioniști din domeniul medical care cunoșteau practicile Chinei de transplant. El a raportat că recoltarea de organe de la prizonierii politici a început probabil în provincia Xinjiang în anii 1990 și apoi s-a răspândit la nivel național. Gutmann estimează că aproximativ 64.000 de prizonieri Falun Gong e posibil să fi fost uciși pentru organele lor între anii 2000 și 2008.
Într-un raport din 2016, David Kilgour a constatat că a subestimat numărul. În noul raport, el a constatat că estimările oficiale ale guvernului pentru volumul de organe recoltate, de când a început persecuția asupra Falun Gong, au început să fie de la 150.000 la 200.000. Mass-media a extrapolat din acest studiu un număr total de 1.500.000 de morți. en:Ethan Gutmann a estimat din această actualizare că în China se recoltează anual 60.000 până la 110.000 de organe, observând că este (parafrazând): 
“dificil, dar plauzibil să se recolteze 3 organe dintr-un singur organism” și numind de asemenea recoltarea drept “o nouă formă de genocid folosind cei mai respectați membri ai societății.”

## Texte pe aceeași temă
- en  Ownby, David. (2008) Falun Gong and the Future of China.Oxford University Press. ISBN: 978-0-19-532905-6
- en  Chang, Maria Hsia. (2004) Falun Gong: The End of Days. New Haven, Connecticut: Yale University Press. ISBN: 0-300-10227-5
- en  Schechter, Danny. (2001) Falun Gong's Challenge to China. Akashic Books. Hardback ISBN: 1-888451-13-0, paperback ISBN: 1-888451-27-0
- en  Palmer, David A. (2007). Qigong fever: body, science, and utopia in China. New York: Columbia University Press. ISBN 0-231-14066-5.
- en  Tong, James. (2009) "Revenge of the Forbidden City: The suppression of the Falungong in China, 1999–2005". Oxford University Press. ISBN: 0-19-537728-1.
- en  Shue, Vivienne. (2004) "Legitimacy Crisis in China?" In Peter Hays Gries and Stanley Rosen (eds.), State and Society in 21st-century China. Crisis, Contention, and Legitimation. New York: RoutledgeCurzon.
- en  Johnson, Ian. (2005) Wild Grass: Three Stories of Change in Modern China Pantheon ISBN: 0375719199
- en  Johnson, Ian (2001) Pulitzer Prize winning articles in the Wall Street Journal
- en  United States. Congressional-Executive Commission on China. Falun Gong in China: Review and Update: Hearing before the Congressional-Executive Commission on China, One Hundred Twelfth Congress, Second Session, 18 decembrie 2012. Washington : U.S. G.P.O., 2013.